# سیارک ۵۱۴
سیارک ۵۱۴ (به انگلیسی: 514 Armida، نامگذاری:1903MB) پانصد و چهاردهمین سیارک کشف شده‌است که در ۲۴ اوت ۱۹۰۳ و در هایدلبرگ کشف شد.
قدر مطلق سیارک برابر ۹٫۰۴ است.